# Туйгунов Леонід Наумович
Леонід Наумович Туйгунов (нар. 5 жовтня 1919 — 22 вересня 2001) — радянський військовий льотчик, Герой Радянського Союзу (1944).

## Життєпис
Народився в Сибіру в селі Ладейки, територія якого зараз входить до складу міста Красноярська, у родині робітника. Росіянин. Після закінчення 10 класів школи, працював ретушером в типографії.
З 5 вересня 1939 року у Червоній Армії. У 1940 році закінчив Челябінське військове авіаційне училище.
Від самого початку брав участь в боях Німецько-радянської війни, літав штурманом на дальніх бомбардувальниках Р-5, Р-7, ТБ-3, ДБ-3, Лі-2, Б-25. У 1942 році закінчив Вищу школу штурманів. Був штурманом ланки 335-го авіаційного полку. До жовтня 1944 у званні старшого лейтенанта здійснив 205 бойових вильотів.
5 жовтня 1944 року Леоніду Туйгунову було присуджено звання Героя Радянського Союзу, з врученням ордена Леніна і медалі «Золота зірка». У 1944 році він також вступив до лав КПРС.
Всього за роки війни Туйгунов здійснив 229 бойових вильотів, з них 212 — вночі.
Після закінчення війни продовжував службу у ВПС.
З 1959 року полковник Л. Н. Туйгунов у запасі. Після завершення військової кар'єри жив в переважно в центральній Україні. Працював інженером на ДХК «Олександріявугілля». Помер в Світловодську. Похований відповідно до свого заповіту на військовому цвинтарі міста Олександрія.

## Нагороди
Окрім звання героя Радянського Союзу Леонід Туйгунов мав такі нагороди:
- два ордена Леніна (05.11.1944; 16.10.1957)
- два ордена Червоного Прапора (07.09.1943; 22.02.1955)
- орден Олександра Невського (25.07.45)
- два ордена Вітчизняної війни 1-го ступеня (28.04.1944; 06.04.1985)
- два ордена Червоної Зірки (28.04.1943; 05.11.1954)
- орден Угорської Народної Республіки
- 20 медалей.